# Calicnemia doonensis
Calicnemia doonensis – gatunek ważki z rodziny pióronogowatych (Platycnemididae). Występuje w stanie Uttarakhand w północnych Indiach oraz w Nepalu.